# Holstebro (općina)
Holstebro je općina u danskoj regiji Središnji Jutland.

## Zemljopis
Općina se nalazi u zapadnom dijelu poluotoka Jutlanda, prositire se na 800,19 km2.

## Stanovništvo
Prema podacima o broju stanovnika iz 2010. godine općina je imala 57.056 stanovnika, dok je prosječna gustoća naseljenosti 71,3 stan/km2. Središte općine je grad Holstebro.

### Veća naselja
| Veća naselja u općini |               |                    |
| Br.                   | Naselje       | Stanovnika (2010.) |
| 1.                    | Holstebro     | 34.024             |
| 2.                    | Vinderup      | 3.173              |
| 3.                    | Ulfborg       | 2.028              |
| 4.                    | Vemb          | 1.319              |
| 5.                    | Tvis          | 1.214              |
| 6.                    | Nørre Felding | 804                |
| 7.                    | Skave         | 498                |
| 8.                    | Sevel         | 474                |
| 9.                    | Krunderup     | 413                |
| 10.                   | Thorsminde    | 402                |

## Vanjske poveznice
- Službena stranica općine
- Holstebro Dagbladet